# Daikin Park
Der Daikin Park (bis Ende 2024: Minute Maid Park) ist ein Baseball-Stadion in der US-amerikanischen Stadt Houston im Bundesstaat Texas. Es ist die Heimspielstätte der Houston Astros aus der American League der Major League Baseball (MLB). Derzeit fasst das Stadion 41.574 Zuschauer und verfügt über ein schließbares Dach.

## Geschichte
Das Stadion ersetzte den Astrodome, der bis dahin die Spielstätte der Astros war. Als Neuerung besitzt der Minute Maid Park ein schließbares Dach, das auch Spiele unter freiem Himmel ermöglicht. Ursprünglich wurde ein Sponsoringvertrag in über 30 Jahre für 100 Mio. US-Dollar mit Energiekonzern Enron abgeschlossen. Als Enron bald darauf im Zuge eines großen Unternehmensskandals mit Bilanzfälschungen in die Insolvenz ging, kaufte das Management die Namensrechte für 2,1 Mio. US-Dollar zurück. Inoffiziell wurde das Stadion daraufhin gerne als „The Field Formerly Known As Enron“ bezeichnet. Am 5. Juni 2002 konnte ein neuer Vertrag bis in das Jahr 2030 mit Minute Maid, einer Fruchtsaft-Tochter von Coca-Cola, im Wert von über 100 Mio. US-Dollar abgeschlossen werden. Am 1. Januar 2025 übernahm der japanische Konzern Daikin die Namensrechte und hat die Rechte bis 2039.
In der Saison 2004 wurde Wi-Fi-WLAN-Empfang im Stadion eingerichtet. Dies bietet den Zuschauern während des Spiels einen kostenpflichtigen Internetzugang.

## Veranstaltungen
Das MLB All-Star Game der Saison 2004 wurde im Minute Maid Park ausgetragen.
Am 25. Oktober 2005 wurde im Minute Maid Park zum ersten Mal ein Spiel der World Series in Texas ausgetragen. Es war zudem das längste je gespielte Finalspiel in der Geschichte der World Series. Nach 14 Innings und 5 Stunden und 41 Minuten Spielzeit verloren die Astros gegen die Chicago White Sox mit 5:7.
Madonna gab hier am 16. November 2008 vor 41.498 Zuschauern ein Konzert im Rahmen ihrer Sticky & Sweet Tour. Es war ihr erster Auftritt in Houston seit 18 Jahren.
Am 26. Januar 2020 fand hier die Wrestling-Veranstaltung WWE Royal Rumble statt.
Am 05. November [Jahr?] gewannen die Astros die World Series in Game 6 im damaligen Minute Maid Park ihre 2. World Series.
Seit 2022 findet jährlich das Cactus Jack HBCU Classic im Daikin Park statt. Dieses Turnier wird organisiert von Cactus Jack Records, welches das Label von Travis Scott, einem mehrfach Grammy-nominierter Rapper aus Houston, ist.

## Besonderheiten
Im mittleren Outfield gab es einen kleinen Hügel („Tal’s Hill“), der mit zum Spielfeld gehörte. So mancher auf ihn geschlagener Ball verursachte einen missglückten Rückpass, da die Abrollkurve des Balls vom Hügel sehr schwer berechenbar war.

## Galerie

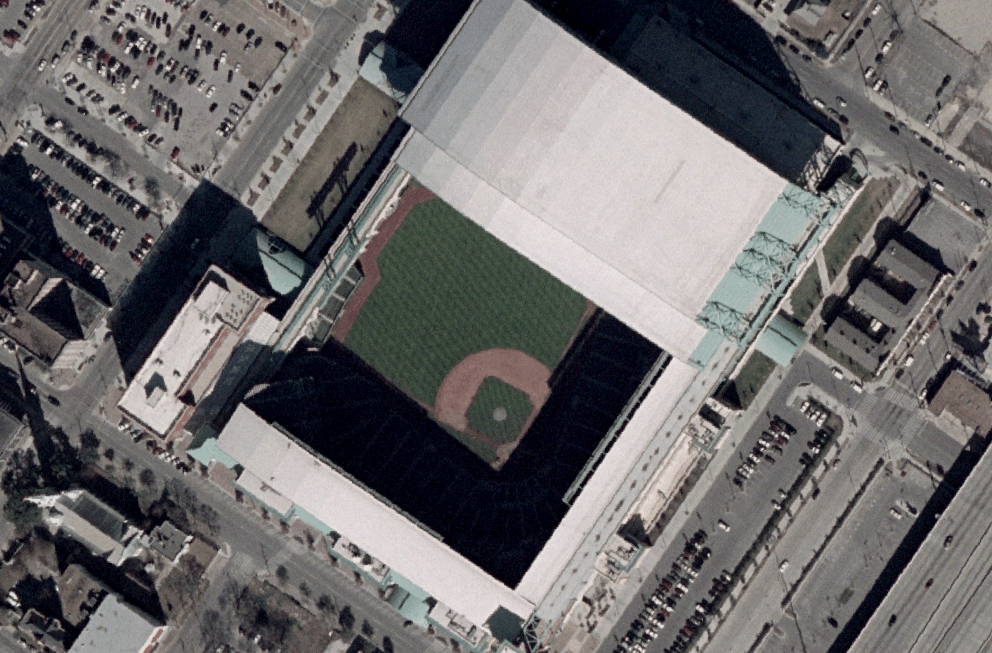
Satellitenbild
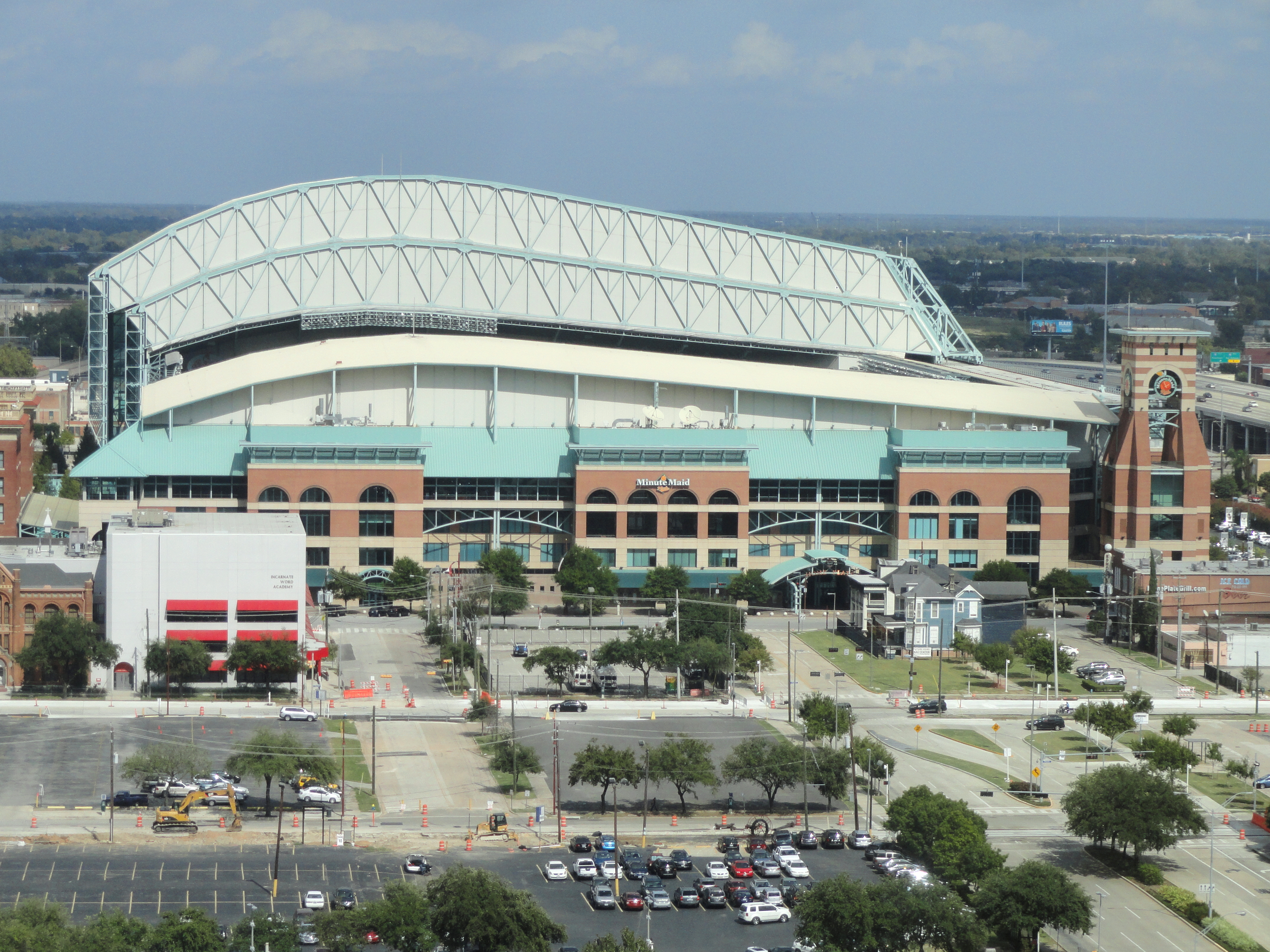
Die Außenseite des Stadions
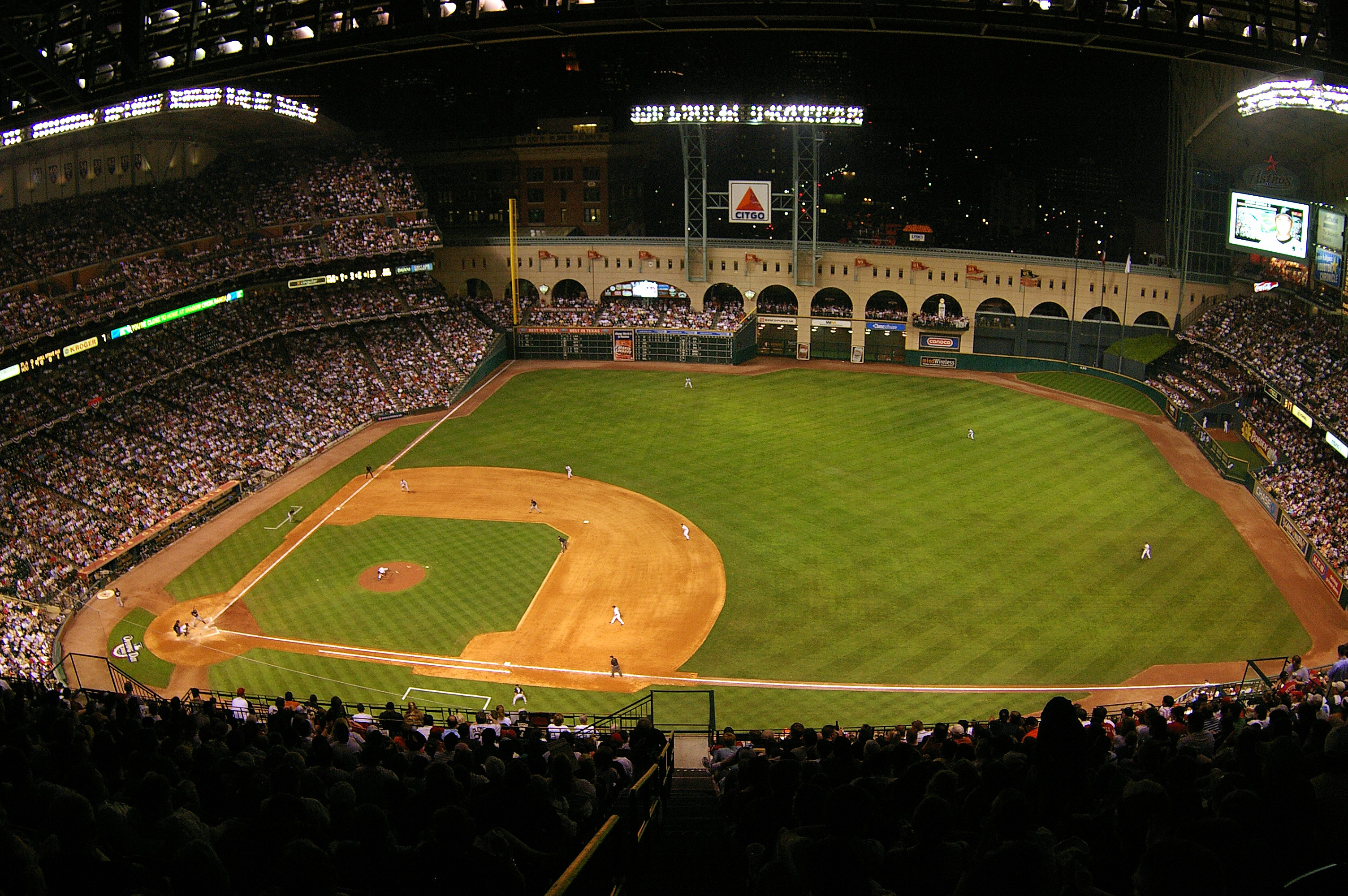
Abendspiel im April 2006
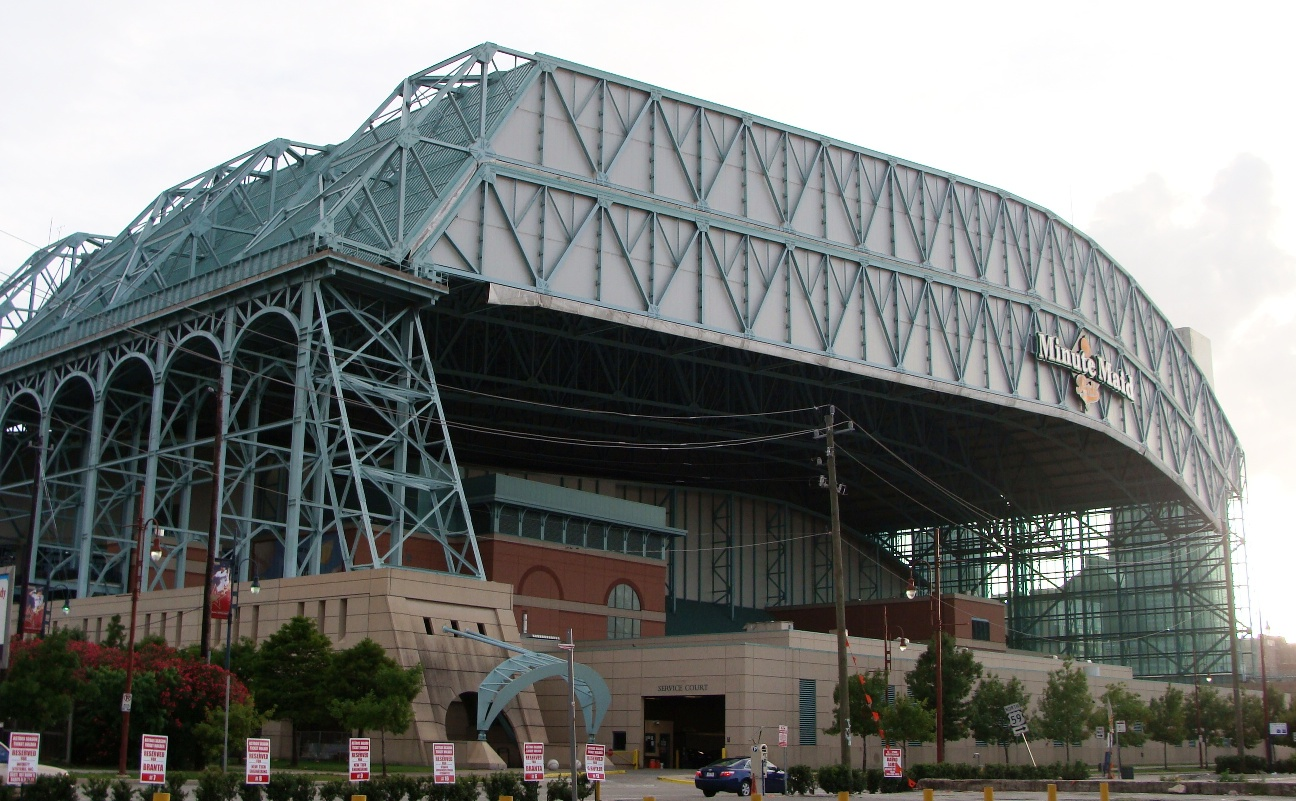
Das fahrbare Dachteil